# Église paritaire Saint-Germain d'Assens
L'église paritaire Saint-Germain est l'une des deux églises situées sur la commune vaudoise d'Assens en Suisse. Comme l'autre église, elle est dédiée à saint Germain d'Auxerre.
Entre 1585 et 1845, le lieu de culte était à la fois utilisé par les communautés catholiques et protestantes, d'où le nom d'église paritaire. Aujourd'hui, seul le culte protestant de courant calviniste y est exercé.

## Histoire
Une église est construite sur un promontoire dans la commune d'Assens durant le XIIe siècle. Elle est dédiée à saint Germain d'Auxerre. Au fil du temps, elle subira plusieurs modifications et réfections. Lors des années 1453 et 1454, son chœur est refait et prolongé. Entre 1698 et 1717, des fenêtres sont percées dans la nef afin de permettre l'entrée de plus de lumière dans le bâtiment, dont le style roman devient de plus en plus gothique. En 1717, plus donner plus de verticalité au bâtiment, un clocher-porche vient remplacer l'ancien clocher, alors démoli. En 1744, la toiture du chœur est alignée avec celle de la nef. En 1769, une petite sacristie sur le côté droit de l'église est construite. Son plafond est une voûte en berceau.
Le retable de style gothique est l'œuvre de Jean-François Reyff est probablement réalisé entre 1650 et 1654.
Dans le village d'Assens, l'arrivée de LL.EE. de Berne introduit le culte réformé en 1536 . Néanmoins, une partie du village décide de rester catholique et se place sous la protection de LL.EE. de Fribourg . Une deuxième chaire est alors construite dans l'église qui sert désormais les deux cultes,. Néanmoins, le 4 octobre 1845 une nouvelle église, elle aussi dédiée à saint Germain d'Auxerre, est construite et son usage est réservé aux catholiques. Pour ne pas confondre les deux églises, celle-ci est alors localement appelée l'ancienne église, alors que la seconde est nommée la nouvelle église. Un paroissien célèbre ayant fréquenté cette église aussi bien en tant que catholique que protestant est Jean-Jacques Rousseau.
À la fin de l'ancien régime, les quelques lausannois catholiques souhaitant vivre la messe devaient venir jusqu'à l'église d'Assens.
L'église est classée bien culturel d'importance régionale.

## Galerie

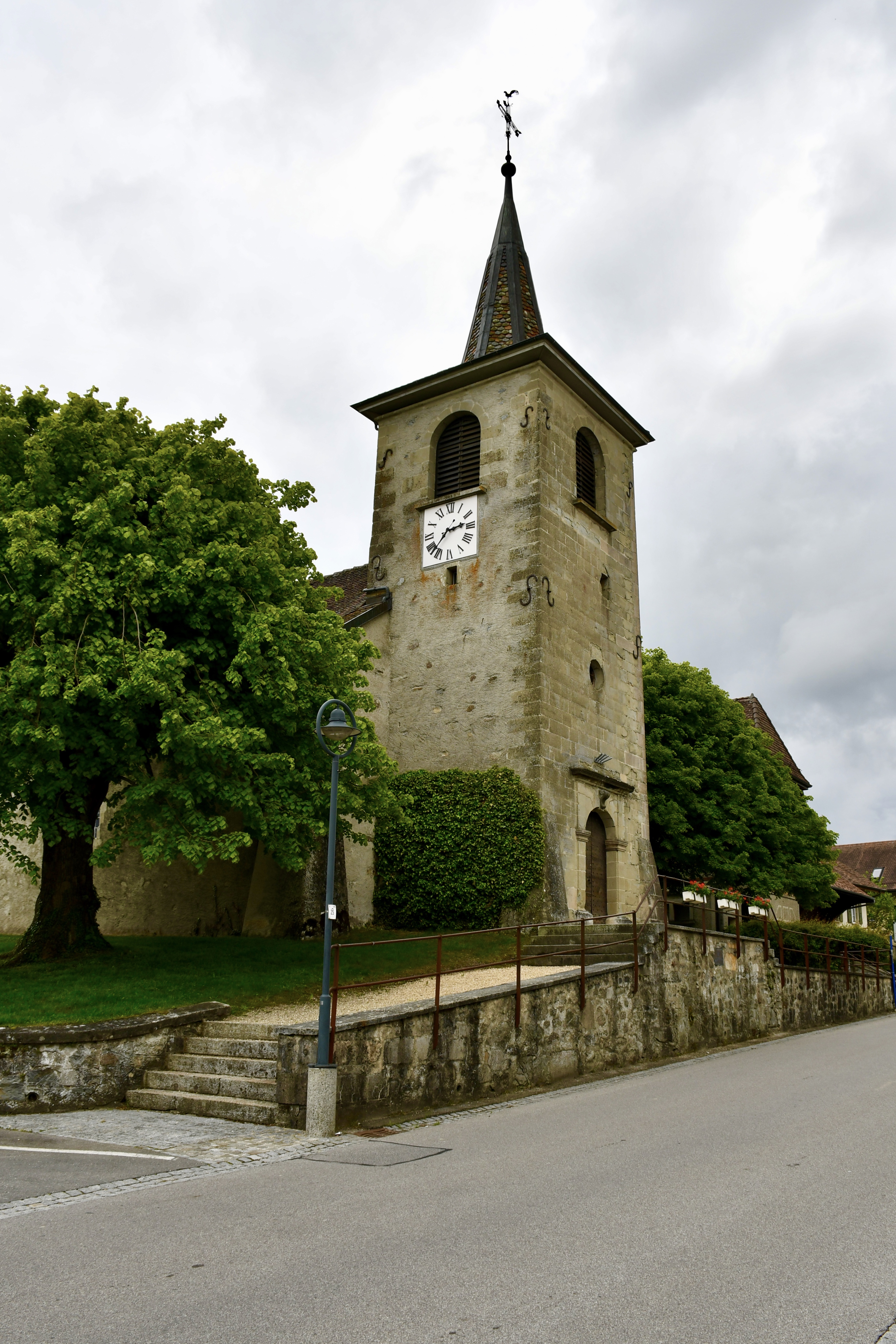
le clocher-porche vu depuis le nord.
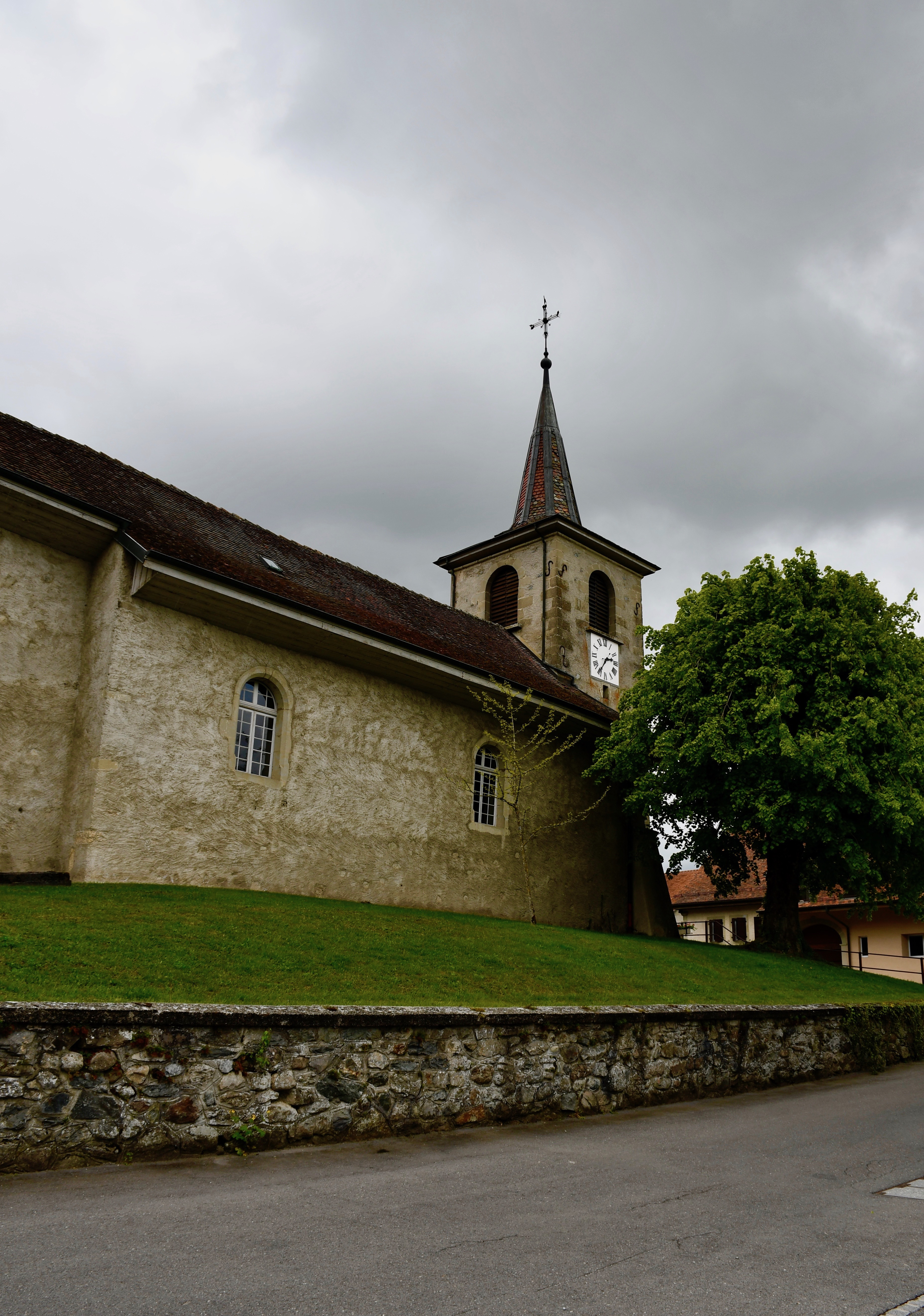
La façade nord.
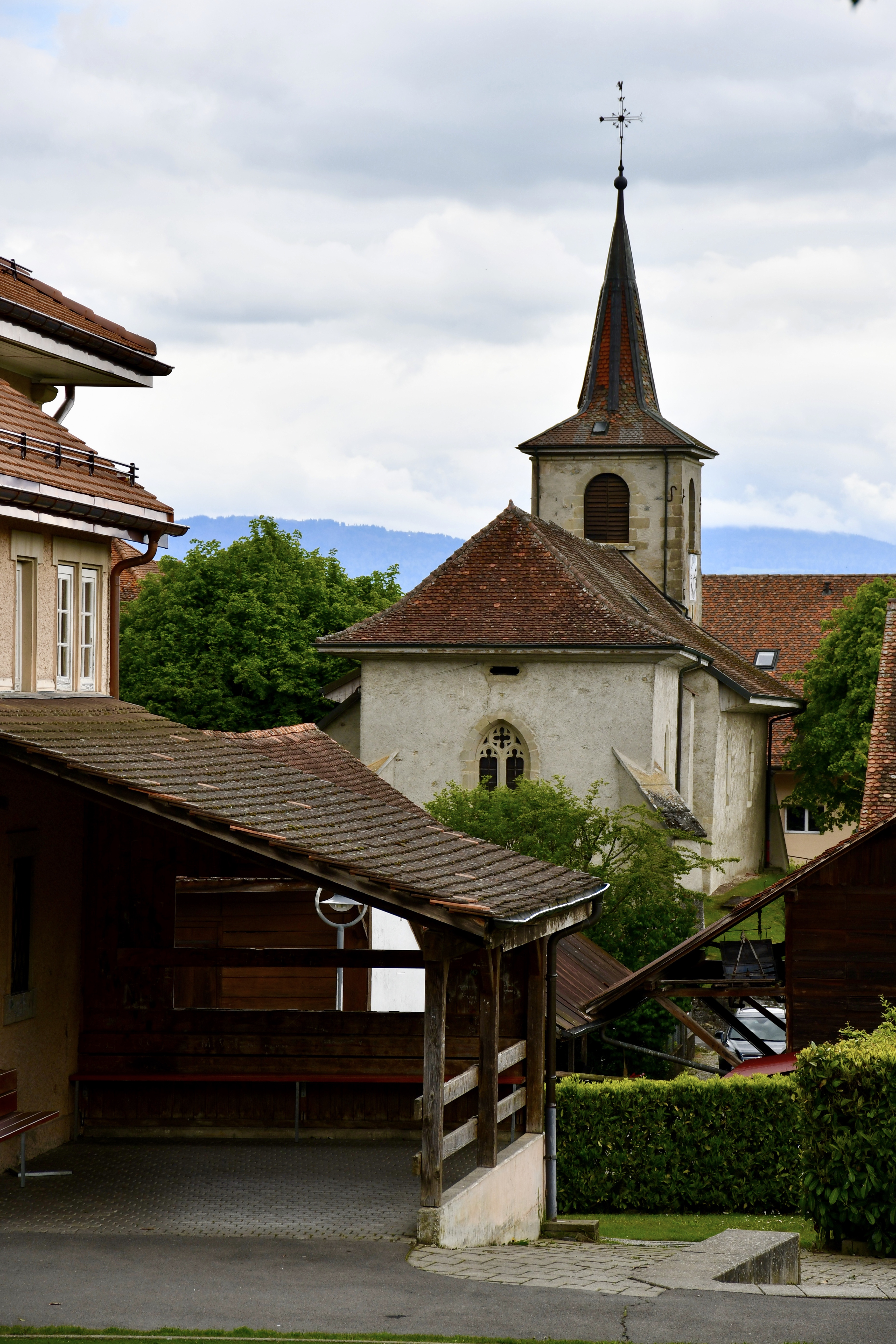
L'arrière de l'église vu depuis la place de Colombey les Deux Églises.